# 霍普威爾 (喬治亞州富爾頓縣)
霍普威爾（英語：Hopewell）是位於美國喬治亞州富爾頓縣的一個非建制地區。該地的面積和人口皆未知。

## 地理
霍普威爾的座標為33°09′10″N 84°17′08″W / 33.15278°N 84.28556°W，而該地的平均海拔高度為342米（即1122英尺）。